# Barremites
Barremites – rodzaj głowonogów z podgromady amonitów, z rzędu Ammonitida.
Żył w okresie kredy (hoteryw - barrem).